# Morena (cântăreață malteză)
Morena, pe numele său real Margherita Camilleri Fenech (n. 1984) este o cântăreață din Sannat, Gozo, Malta.

## Morena la Eurovision

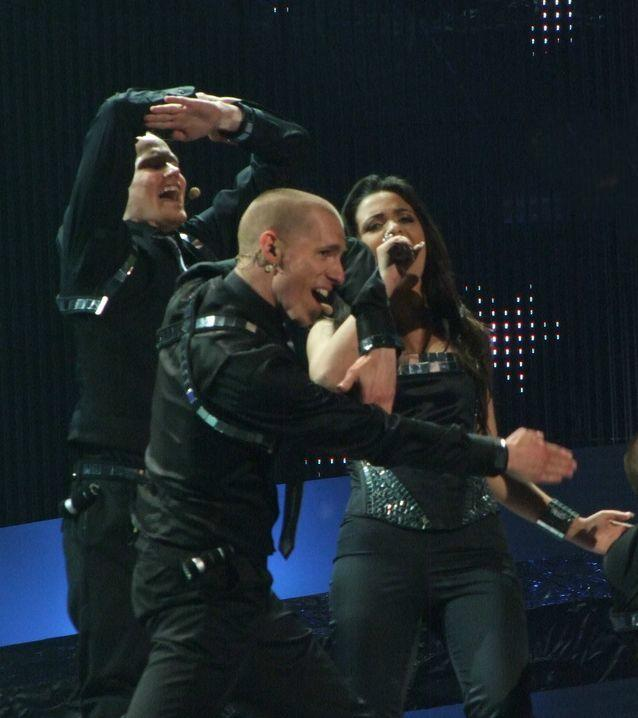
Morena la Eurovision 2008

În 2006, Morena a participat la ”Malta Song for Europe”, competiția națională malteză pentru accedere la Eurovision Song Contest. Ea a cântat împreună cu Paul Giordimaina cu piesa "Time" clasându-se pe poziția a 9-a cu 3046 de voturi.
Doi ani mai târziu, Morena a participat din nou la ”Malta Song for Europe”, cu 2 piese, "Casanova" și "Vodka". Ambele piese au acces în finală, "Casanova" clasându-se pe 5 cu 3.607 televoturi și 40 de puncte de la jurați, iar "Vodka" a câștigat competiția cu 49 de puncte de la juriu și un total de 16.979 de voturi de la public (33%).
Morena a luat parte în cea de-a doua semifinală la Eurovision 2008 de la Belgrad, pe 22 mai, însă nu a reușit să se califice în finală.